# Warning (gruppo musicale inglese)
Gli Warning sono un gruppo musicale doom metal inglese costituitosi nel 1994 ad Harlow.

## Formazione
- Marcus Hatfield - basso
- Christian Leitch - batteria
- Patrick Walker - chitarra, voce

## Discografia

### Demo
- 1996 - Revelation Looms
- 1997 - Blessed by the Sabbath

### Album in studio
- 1999 - The Strength to Dream
- 2006 - Watching from a Distance

### EP
- 2010 - Bridges

### Raccolte
- 2011 - The Demo Tapes